# Große Grotte (Weimar)

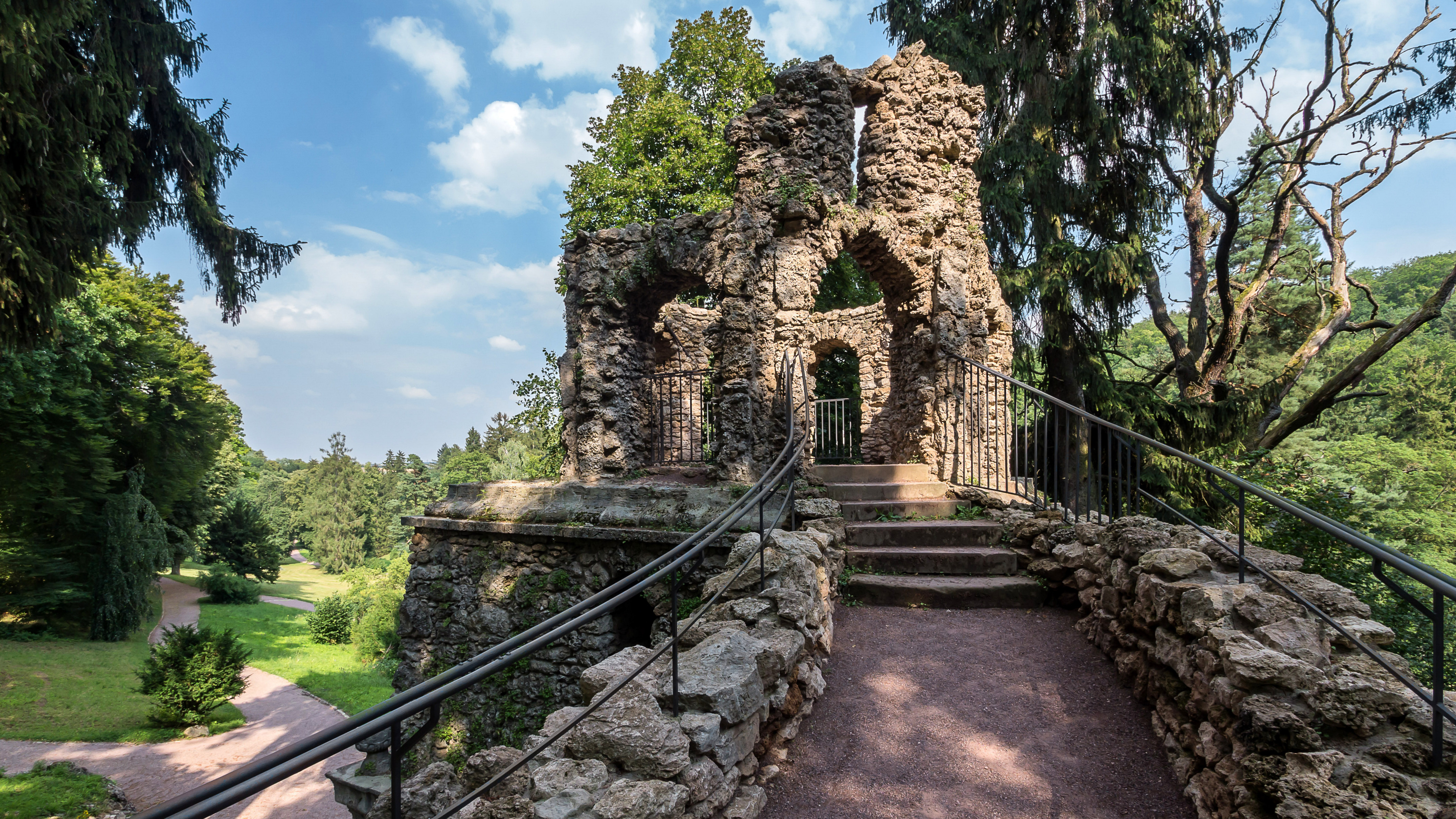
Große Grotte

Die Große Grotte am westlichen Südhang des Parks von Belvedere bei Weimar ist eine um 1815 errichtete künstliche Ruine. Ihr Grundkörper rührte von der „Grotte mit Wasserscherzen“ her, der zeitlich noch in der Regierungszeit der Herzogin Anna Amalia liegt, die durch verschiedene Aus- und Umbauten die Gestalt einer verfallenen Kapelle bekam, durch die der Wind heult. Eine einst auf dem Altan befindliche Äolsharfe verstärkte den Eindruck. Die Gestaltung entspricht der Parkarchitektur des Zeitalters der Romantik. In einer Nische des Erdgeschosses befindet sich ein Wandbrunnen. Durch eine Gittertür lässt sich das Innere des Erdgeschosses betrachten. Auf dem oberen Plateau bietet ein Altan einen Ausblick in das Possenbachtal. Eine über einen Bogen geführte Brücke führt zu diesem hinauf. In den 1970er bzw. den 1990er Jahren machte ihr Zustand Sicherungsmaßnahmen erforderlich. Im Jahr 2014 wurden die Restaurierungsmaßnahmen an der Großen Grotte fortgesetzt.
Das hier am meisten verwendete Material ist Travertin. 